# 小行星13350
小行星13350（13350 Gmelin）是一颗绕太阳运转的小行星，为主小行星带小行星。该小行星于1998年9月发现。

## 轨道参数
小行星13350的轨道半长轴为3.2055294 UA，离心率为0.072。